# Battaglia di Kandahar
La battaglia di Kandahar è stata l'ultimo tra i maggiori conflitti della Seconda guerra anglo-afghana. La battaglia fu combattuta nell'Afghanistan meridionale, tra le forze britanniche, sotto il comando del generale Frederick Roberts, e le forze afghane guidate da Ayub Khan, con un bilancio finale di quasi 3 000 vittime.

## Contesto storico
Nel Maggio del 1879, dopo la morte dell'emiro Sher Ali Khan, Sir Pierre-Louis Cavagnari aveva negoziato e firmato il trattato di Gandamak con il suo successore, Mohammad Yaqub Khan. Secondo il trattato, gli afghani erano obbligati ad ammettere un cittadino britannico di rappresentanza a Kabul; una posizione che Cavagnari stesso assunse nel luglio 1879. Tuttavia, il 3 settembre, Cavagnari e gli altri membri del contingente britannico furono massacrati in un'improvvisa rivolta di truppe afghane.
Dopo che Yakub Khan era stato detronizzato ed esiliato per sospetta collusione nell'omicidio di Cavagnari, l'attenzione si concentrò su due candidati per la possibile successione: il fratello minore di Yakub Khan, il governatore di Herat Ayub Khan, e suo nipote, Abdur Rahman Khan. Nel maggio 1880, però, il nuovo governo liberale britannico richiamò il viceré delle Indie, Robert Bulwer-Lytton, e lo sostituì con Lord Ripon,che aveva ricevuto l'ordine di evacuare tutte le truppe britanniche dall'Afghanistan. Il piano venne interrotto da Ayub Khan, che dopo aver suscitato sentimenti anti-britannici, era uscito da Herat, ai primi di giugno, con 10 000 seguaci. Una forza di 1 500 soldati britannici e indiani, assieme ad alcune leve afghane, venne inviato a intercettare questa forza.
Gli inglesi, comandati dal Brigadier Generale George Burrows, si scontrarono con Ayub Khan a Maiwand, il 27 luglio 1880. Tuttavia, molte delle truppe indiane in servizio presso le forze britanniche erano reclute nuove e non adeguatamente addestrate, spaesate e sotto pressione. Le leve afghane avevano già attaccato i lati dello schieramento avversario, disposte a combattere contro i loro connazionali. Nonostante un ultimo eroico assalto del Sessantaseiesimo reggimento di Fanteria, e pur avendo inflitto 2 500 vittime al suo nemico, il generale Burrows venne sconfitto da un avversario molto determinato.

## Prologo
Dopo la disastrosa sconfitta a Maiwand, ciò che restava del fiaccato esercito schierato dal generale Burrows iniziò la sua ritirata di 45 miglia verso la città di Kandahar. Armate di irregolari locali, stanchezza e sete contribuirono ad abbattere la disciplina della colonna, e se non fosse stato per l'azione di retroguardia del capitano Slade, molti non avrebbero fatto mai ritorno al rifugio della città:
In tutta l'ampia distesa di deserto, si vedono uomini raggruppati a due a due, a tre a tre, in ritirata. I cammelli sono privi dei loro carichi; gli uomini malati, seminudi, sono a cavallo di asini, muli e cammelli, i portatori hanno gettato le loro "dhoolies" (portantine) e lasciato i feriti al proprio destino. I cannoni e le carrozze sono affollati di feriti inermi che soffrono le pene dei dannati; i cavalli, con orribili ferite, zoppicano, e gli uomini premono con isteria da dietro, nella speranza di trovare acqua. Orde di cavalieri irregolari che puntano ai nostri animali da soma, saccheggiano senza sosta e riducono il numero dei nostri uomini. Rimangono solo in pochi col Brigadier Generale Burrows, per cercare di trasformare questa disfatta in un ritiro ordinato. - Capitano Slade. 
Dei circa 1 500 soldati britannici e indiani a Maiwand, più di 960 soccombettero nella battaglia o durante la ritirata che ne derivò. Solo 161 dei feriti raggiunsero la cittadella di Kandahar.

### L'assedio di Kandahar
I resti della stremata colonna raggiunsero Kandahar, portando il numero di persone nella guarnigione a 4 360 - i 12 000 residenti afghani furono costretti a lasciare il posto. Con l'abbandono della base, tutta la guarnigione si ritirò dietro le mura della città fortificata e organizzò i preparativi per la sua difesa. Queste difese includevano un miglioramento della comunicazione lungo le mura della città, il restauro delle brecce, la costruzione di piattaforme per i cannoni e di una linea di ostacoli fuori le mura per intralciare il nemico. Gli afghani decisero di molestare e ostacolare i preparativi dei difensori con qualunque mezzo.
L'8 agosto, Ayub Khan, il vincitore di Maiwand, aprì il fuoco sulla cittadella dalla collina Picquet, a nord-ovest della città; pochi giorni dopo, altri cannoni fuoriuscirono dai villaggi di Deh Khoja e Deh Khati, ad est e sud. Un tentativo di neutralizzare il villaggio di Deh Khoja, guidato dal Generale di brigata Brooke il 16 agosto, non ebbe alcun successo. Sia il Generale di brigata Brooke che il Capitano Cruickshank perirono, aggiungendosi alle quasi 100 vittime totali.

### I rinforzi
La catastrofe di Maiwand aveva modificato i piani militari per l'evacuazione della guarnigione di Kabul dall'Afghanistan.
... il problema prioritario è il rafforzamento di Kandahar e la sconfitta di Ayub. Ho una bella forza pronta all'azione, e Bobs potrebbe comandarla. – Generale Donald Stewart, Kabul.
Il 'Bobs' in questione, il generale Roberts, avrebbe condotto personalmente una divisione da Kabul per risollevare le truppe dalla recente calamità e supportarle nel contrastare l'assedio di Kandahar. Fu anche stabilito che il Generale Phayre avrebbero marciato da Quetta, nel nord dell'India, con la stessa intenzione, e che il generale Stewart avrebbe proceduto ad evacuare il resto della guarnigione in India, come inizialmente previsto. Il viceré dell'Afghanistan fu informato che Roberts avrebbe intrapreso l'avanzata l'8 agosto, prevedendo di raggiungere Kandahar entro il 2 settembre.
Dei 10 000 uomini sotto il comando di Robert, poco più di 2 800 erano europei. A causa del terreno impervio del paese afghano, e vista la necessità di procedere a gran velocità, tutte le truppe furono condannate a viaggiare con bagagli leggerissimi (20–30 kg di kit per truppa) e, con nessun mezzo di trasporto a ruote o di artiglieria al seguito (cosa che scatenò qualche polemica). 8 500 muli, asini e pony sarebbero stati impiegati per trasportare i beni di prima necessità.
La marcia da Kabul a Kandahar fu di circa 320 miglia. (benché il percorso scelto, attraverso la Valle di Logar, non fosse il più rapido, il fertile terreno della vallata sarebbe risultato utile per i rifornimenti).  L'esercito pagò ogni bene preso durante la marcia, tra cui grano, animali e legna da ardere. Gli afghani locali furono più che lieti di questo baratto con le truppe.
La fermata a Ghazni si dimostrò molto breve; la colonna partì nuovamente molto presto, nel fresco del mattino del 16 agosto. Nel primo pomeriggio, la temperatura aveva raggiunto i 40° centigradi; il mal di piedi e la carenza costante di acqua non facevano che aggravare le già disagevoli condizioni di viaggio.
"Non è facile descrivere il metodo messo in pratica durante una siffatta marcia; si univa insieme un'estrema libertà di movimento con soste attentamente regolamentate, e il più stretto controllo in ogni parte della colonna; si impiegava l'intelligenza di ogni singolo uomo per comporre le masse in movimento, e si esortavano tutti a compiere uno sforzo per superare le difficoltà della marcia, a sopportare la sua immane fatica, e a sostenere la realizzazione del bene ormai in vista..." – General Chapman. 
Entro il 24 agosto, la colonna di soccorso era giunta a Khelat-I-Ghilzai. Il generale Roberts ricevette una lettera dal generale Primrose a Kandahar, che descrive la sortita del 16 nel villaggio di Deh Khoja, e informava Roberts della situazione. Il 25 la colonna di soccorso, unitasi alla guarnigione di Kelat-I-Ghilzai, riprese la sua marcia verso Kandahar. La colonna di soccorso del generale Phayre, però, aveva sofferto molti problemi durante il suo arduo viaggio ed era ancora ad una certa distanza da Kandahar.
Il giorno seguente, la forza di soccorso di Roberts raggiunse Tir Andaz. Fu qui che Roberts apprese che Ayub Khan aveva interrotto l'assedio di Kandahar e si era ritirato a nord del villaggio di Mazra, nella valle Urgundab. Il 27 agosto il generale Hugh Henry Gough procedette fino a Robat con due reggimenti di cavalleria, mentre il resto della forza, spostandosi più lentamente, si unì a loro a Robat due giorni dopo. Kandahar distava ormai solo 19 chilometri.
La lunga marcia da Kabul a Kandahar di tutta la colonna di uomini, dipendenti e bagagli durò 20 giorni, con una media di poco più di 15 miglia al giorno. Il seguito delle truppe includeva 2 200 portatori addetti alle portantine, 4 700 uomini di fatica e oltre 1 200 servitori. Anche se la marcia non fu ostacolata dagli afghani, fu un'impresa storica, straordinario esempio di sopportazione umana ed organizzazione.

## La battaglia
La mattina del 31 agosto 1880, i rinforzi raggiunsero Kandahar. Tuttavia, per l'ultima parte della tratta il Generale Roberts, colpito dalla febbre, aveva dovuto essere trasportato in una dhooly (anche se, per amor di dignità, il generale si impose di salire a cavallo una volta in vista della città).

### La posizione di Ayub
Un robusto e scosceso sperone separa la valle di Arghandab dalla pianura Kandahar. Valle e pianura sono collegati attraverso il Passo Murcha alla fine dello sperone, e il Passo Babawali lo attraversa. La sezione dello sperone dal Passo Babawali fino alla punta è conosciuta come il Pir Paimal.
Dietro a questo sperone si trova il villaggio di Mazra, attorno al quale si erano accampati Ayub Khan e le sue truppe. Assieme allo sperone, gli afghani avevano altri vantaggi geografici. Direttamente dietro Pir Paimal si trova il Colle Kharoti (entrambi costituiscono eccellenti postazioni di tiro) e, tra le colline, i canali di irrigazione offrivano un'eccellente copertura difensiva.
Una ricognizione della zona nel pomeriggio del 31 agosto, condotta dal generale Gough e dal colonnello Chapman, raccolse informazioni preziose su queste postazioni afghane. Tuttavia, al termine della ricognizione, il gruppo finì sotto attacco da parte di truppe afghane regolari e irregolari. La fanteria sikh era sotto una pressione così pesante che agli elementi della 1ª e 3ª brigata fu ordinato di entrare in azione.

### Piano di battaglia
Armato di questa informazione conquistata a fatica, Roberts decise di attaccare il giorno successivo - la mattina del 1º settembre 1880. Mentre il Passo Babawali sarebbe stato bombardato dall'artiglieria, 1ª e 2ª brigata di fanteria (e la terza 3a in riserva) avrebbero attaccato il nemico tra Pir Paimal e Colle Kharoti e si sarebbero spinti su per la valle di Urgundab, verso il campo principale di Ayub Khan a Mazra. I passi Murcha e Babawali erano coperti da elementi della cavalleria, sostenuti dalla fanteria del Generale Primrose e dall'artiglieria. La cavalleria di Gough si spostò attraverso Urgundab, in modo da raggiungere la linea di ritirata afghana.

### La battaglia comincia davvero
Poco dopo le 09:00, l'artiglieria a destra della collina Piquet iniziò il suo bombardamento di Passo Babawali; gli afghani risposero con una batteria da campo a tre cannoni. Tuttavia, prima che Roberts potesse avanzare col suo esercito, le postazioni afghane nei villaggi di Gundi Mulla Sahibdad sulla destra britannica e Gundigan sulla sinistra britannica dovevano essere cancellate.
La battaglia a Gundi Mulla Sahibdad fu un aspro combattimento. Il Generale Macpherson, avanzando con il 92º Reggimento Highlanders e il 2º Reggimento Gurkha incontrò strenua resistenza all'attacco. Entrambe le parti subirono perdite, ma gli afghani ne uscirono molto peggio - arrivando a perdere fino a 200 uomini. Dopo che il villaggio era stato ripulito, la brigata si spinse verso la punta sud-ovest di Pir Paimal, continuamente monitorata dalla determinata resistenza afgana.
Mentre il Generale Macpherson avanzava contro Gundi Mulla Sahibdad, il generale Baker mosse contro Gundigan - con alle spalle il 72º Reggimento Highlanders e il 2º Reggimento di Fanteria Sikh. Ancora una volta, la lotta fu molto aspra - gli afghani tenevano ben difese le posizioni e solo uno sforzo concertato da parte degli aggressori avrebbe potuto dislocarli. Tuttavia, l'ala sinistra del 72º Reggimento (supportato dal 5º reggimento Gurkha) fece infine il proprio ingresso nel villaggio, mentre l'ala destra sosteneva i Sikh, combattendo nei frutteti tra i due villaggi. Non appena il Generale di Brigata Baker riuscì ad avanzare in campo aperto, si venne a trovare sotto il fuoco dell'artiglieria dall'estremità della collina Pir Paimal e subì gli attacchi da Ghazis; quest'ultimo attacco fu respinto con decisione dal Reggimento Highlanders e Sikh.
Le due brigate potevano, a quel punto, avanzare insieme. La brigata di Mcpherson si spostò nei pressi dello sperone per prendere il villaggio di Pir Paimal. Dopo aver superato il villaggio, il 92º Reggimento Highlanders, sotto il comando del Maggiore White, incontrò resistenza a sud-ovest del Passo Babawali. Nonostante i rinforzi dal campo principale di Ayub Khan a Mazra, Macpherson prese d'assalto la posizione - coperto alle spalle dagli Highlander del Maggiore White, sostenuti dal 5º Reggimento Gurkha e dal 23º Reggimento Pionieri. Anche in questo caso, una resistenza al fuoco determinata e costante da parte degli afghani (molti dei quali sparavano dalle pendici della collina Pir Paimal) causò molte vittime tra gli Highlander ma, nonostante le pesanti perdite, i britannici dispersero circa 8 000 afghani.
Mentre la brigata di Macpherson avanzava proprio sotto il crinale, le truppe di Baker scivolarono molto più a sinistra; al Colonnello Money fu assegnato l'incarico di prendere possesso della collina Kharoti. Dal confine nord della collina, il colonnello Money avrebbe potuto scorgere Ayub Khan abbandonare il suo campo di Mazra di fronte alle incombenti truppe di Macpherson e Baker.
Roberts aveva ormai mandato la 3ª Brigata di MacGregor al villaggio di Pir Paimal, verso cui lui stesso e il generale Ross (comandante dell'intera divisione di fanteria) si stavano muovendo. Qui, il generale Ross, incapace di discernere la situazione, ordinò alle truppe avanzate di fermarsi e rifornirsi di munizioni. Ad ogni modo, questo ritardo concesse ad Ayub Khan un po' di tregua. Quando gli inglesi finalmente entrarono in campo all'1:00 di pomeriggio, lo trovarono deserto, tranne che per i detriti abbandonati dall'esercito del Khan in ritirata.
L'esercito di Ayub Khan era ormai allo stremo. Anche se il piano generale di cavalleria di Gough per intercettare la ritirata degli afghani non funzionò, era chiaro che i britannici avevano ottenuto la vittoria decisiva.

## Conseguenze
La battaglia di Kandahar portò a conclusione la Seconda guerra anglo-afghana. Ayub Khan era stato decisamente battuto. Aveva perso tutta la sua artiglieria, il suo campo, enormi quantità di munizioni, e circa 1 000 uomini erano rimasti uccisi. Ayub Khan era diventato un fuggitivo, insieme agli esigui resti del suo malconcio esercito. I britannici insediarono Abdur Rahman come emiro dell'Afghanistan, sotto un protettorato che diede all'Inghilterra il controllo della politica estera in Afghanistan, mentre il governo britannico dell'India trattenne il territorio di frontiera ceduto in precedenza con il Trattato di Gandamak. Dopo aver raggiunto gli obiettivi della loro invasione dell'Afghanistan, gli inglesi si ritirarono. Ayub Khan, successivamente, sollevò una nuova ribellione contro Abdur Rahman, ma fu rapidamente sconfitto e ucciso, ponendo fine alla minaccia per il nuovo regime. Questo accordo politico era destinato a durare fino alla Terza guerra anglo-afghana, nel 1919.
Roberts lasciò Kandahar il 9 settembre e marciò fino a Quetta con parte della sua divisione. Il 15 ottobre, a Sibi, rassegnò le dimissioni dal comando e partì da Bombay il 30, prendendo congedo per malattia in Inghilterra. Le gesta del generale Roberts in Afghanistan incrementarono notevolmente la sua fama di soldato abile e intraprendente.
Molti anni dopo, l'eroica marcia di Roberts sarebbe stata commemorata nel Kelvingrove Park di Glasgow con una statua, su cui campeggia il motto Virtute et Valore ("con virtù e coraggio").